# Hygrophila prunelloides
Hygrophila prunelloides là một loài thực vật có hoa trong họ Ô rô. Loài này được Heine mô tả khoa học đầu tiên.